# Ligueil
Ligueil is een gemeente in het Franse departement Indre-et-Loire (regio Centre-Val de Loire). De plaats maakt deel uit van het arrondissement Loches. Ligueil telde op 1 januari 2022 2.113 inwoners.

## Geografie
De oppervlakte van Ligueil bedroeg op 1 januari 2022 29,72 vierkante kilometer; de bevolkingsdichtheid was toen 71,1 inwoners per km².

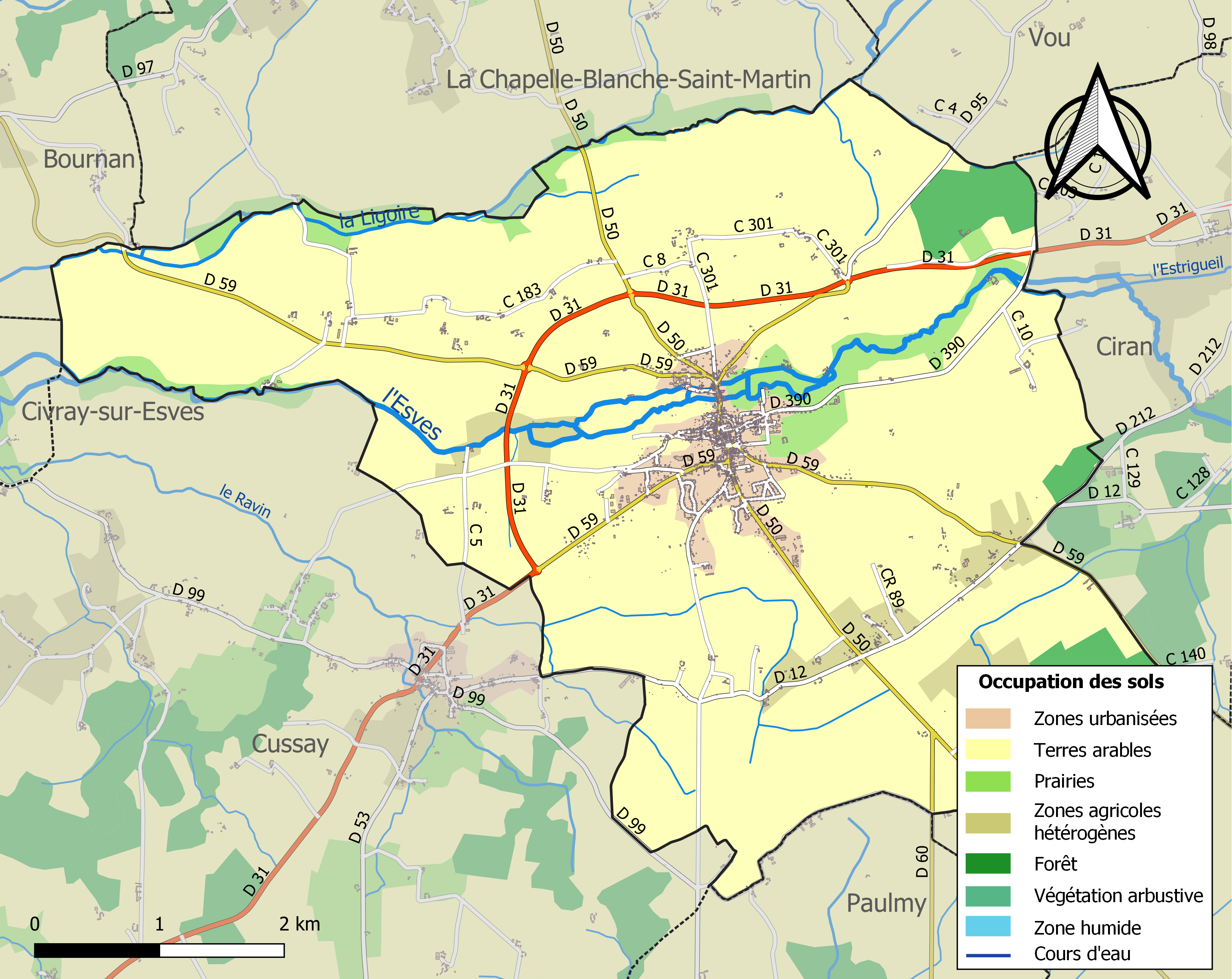
Kaart van de gemeente met belangrijkste infrastructuur, bodemgebruik en omliggende gemeenten

## Demografie
Onderstaande figuur toont het verloop van het inwonertal (bron: INSEE-tellingen).

## Afbeeldingen

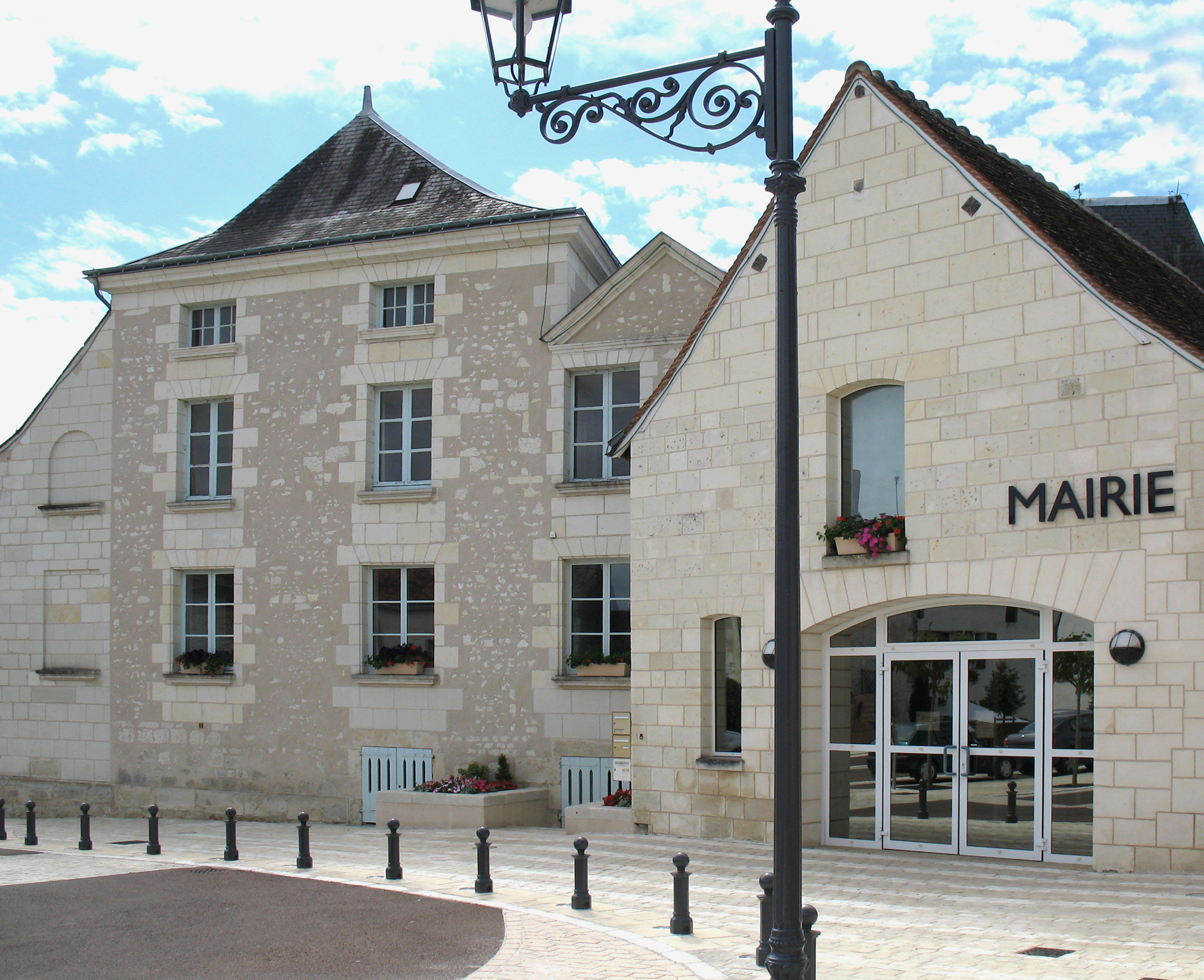
Gemeentehuis
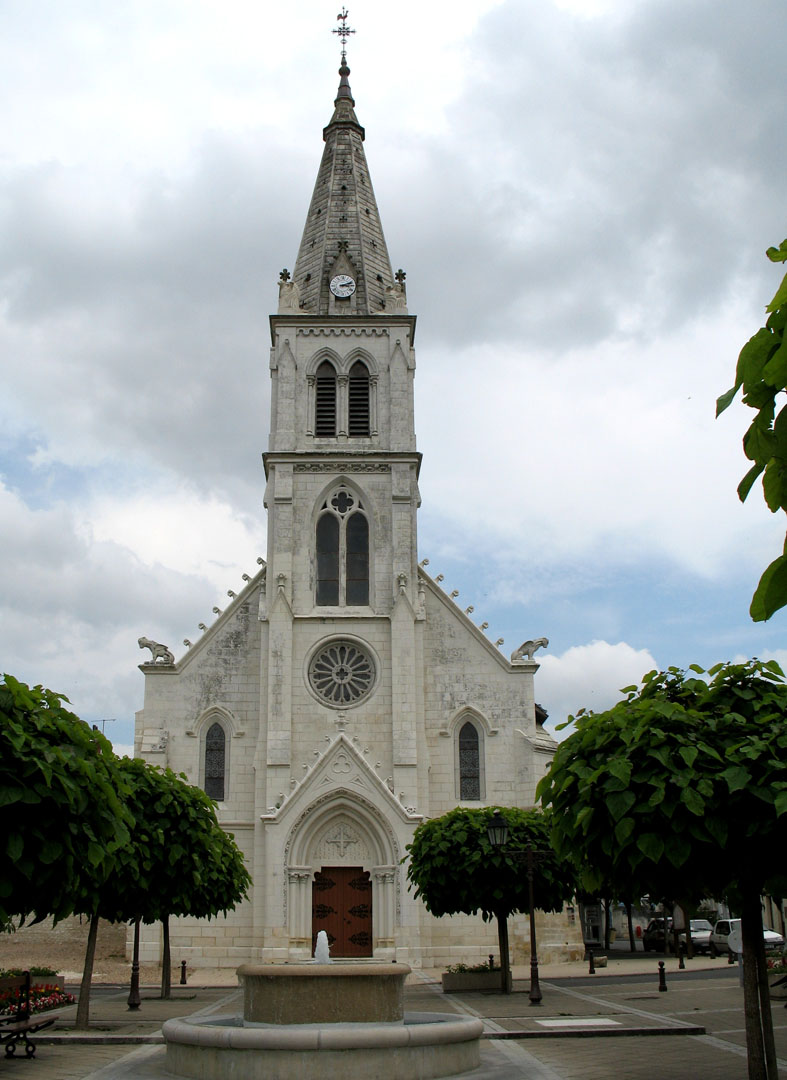
Église Saint-Martin
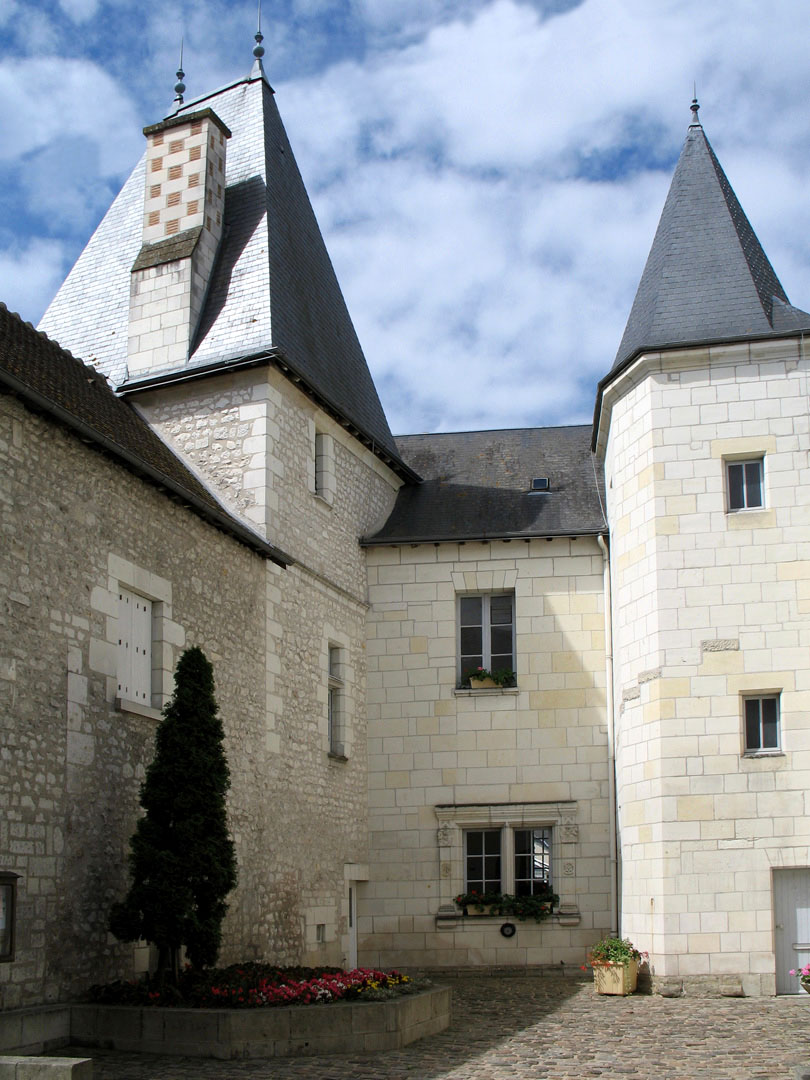
Chancellerie
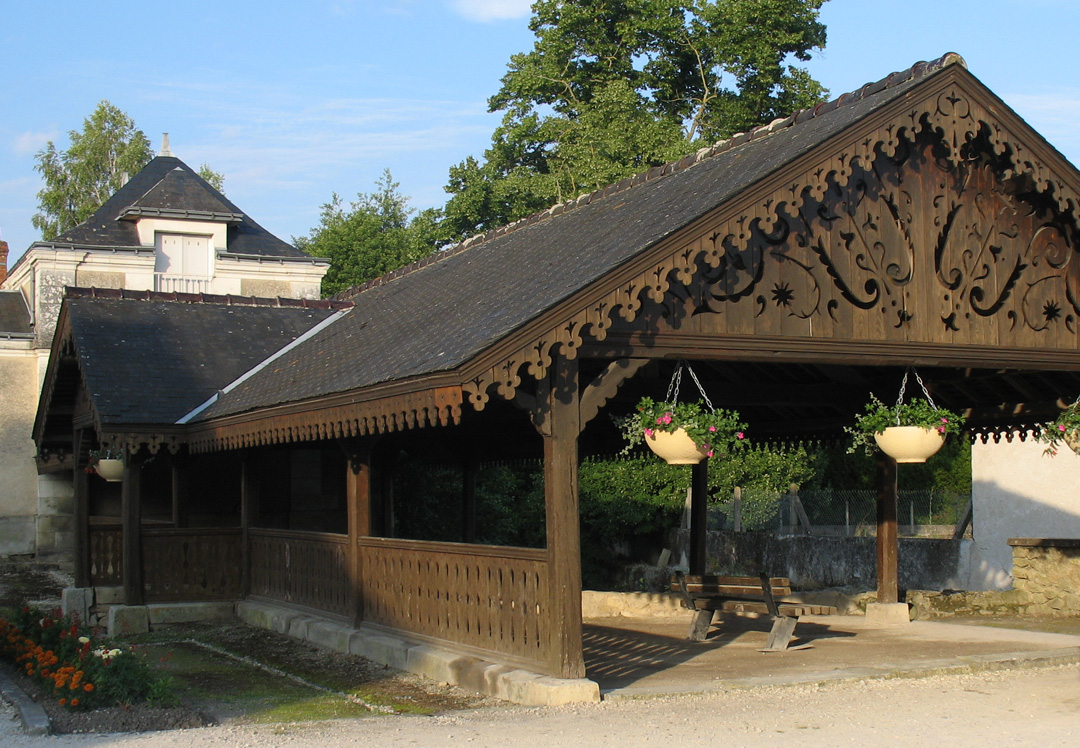
Lavoir (openbare wasplaats)
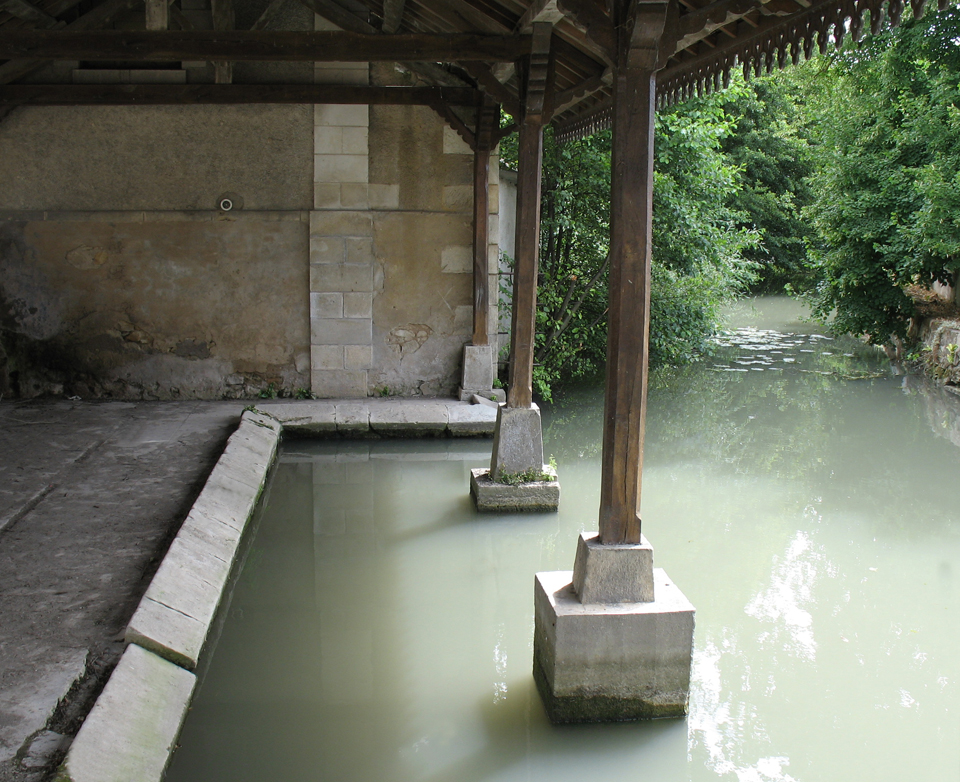
Idem
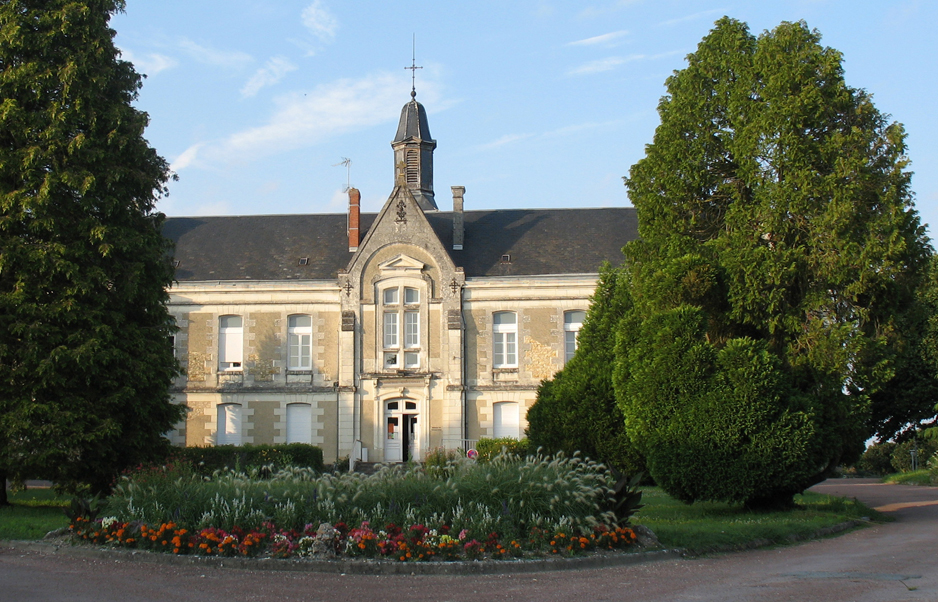
Hospice
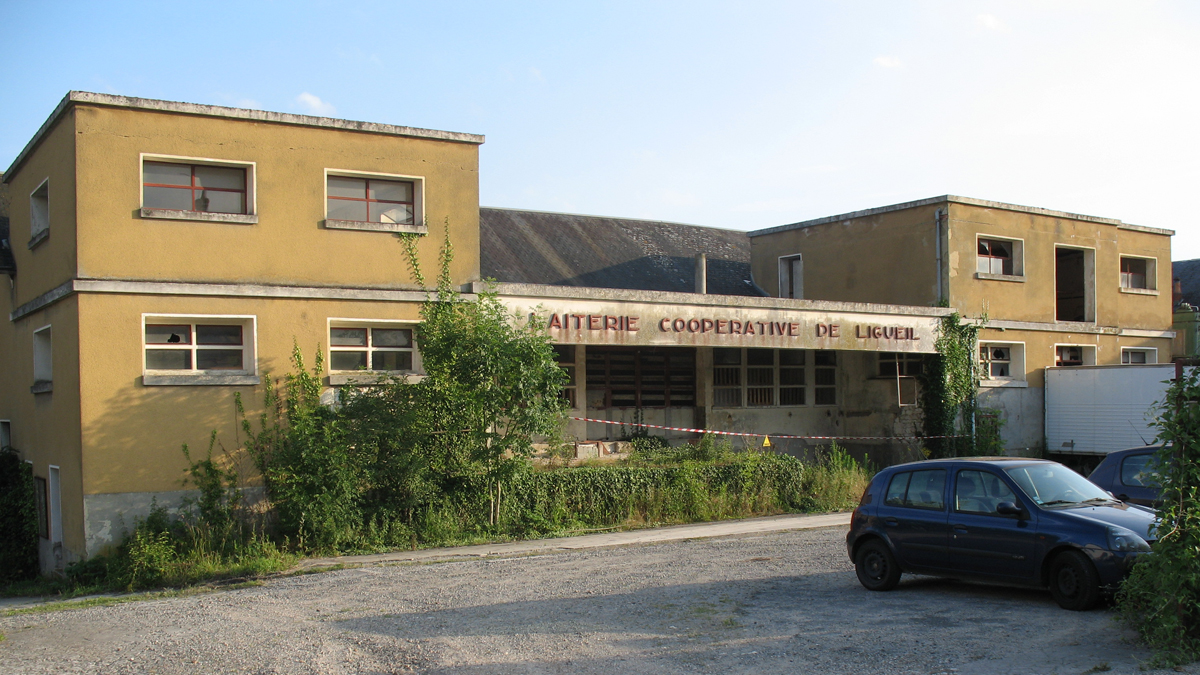
Zuivelfabriek